# Lagoa do Piauí
Lagoa do Piauí è un comune del Brasile nello Stato del Piauí, parte della mesoregione del Centro-Norte Piauiense e della microregione di Teresina.

## Geografia fisica

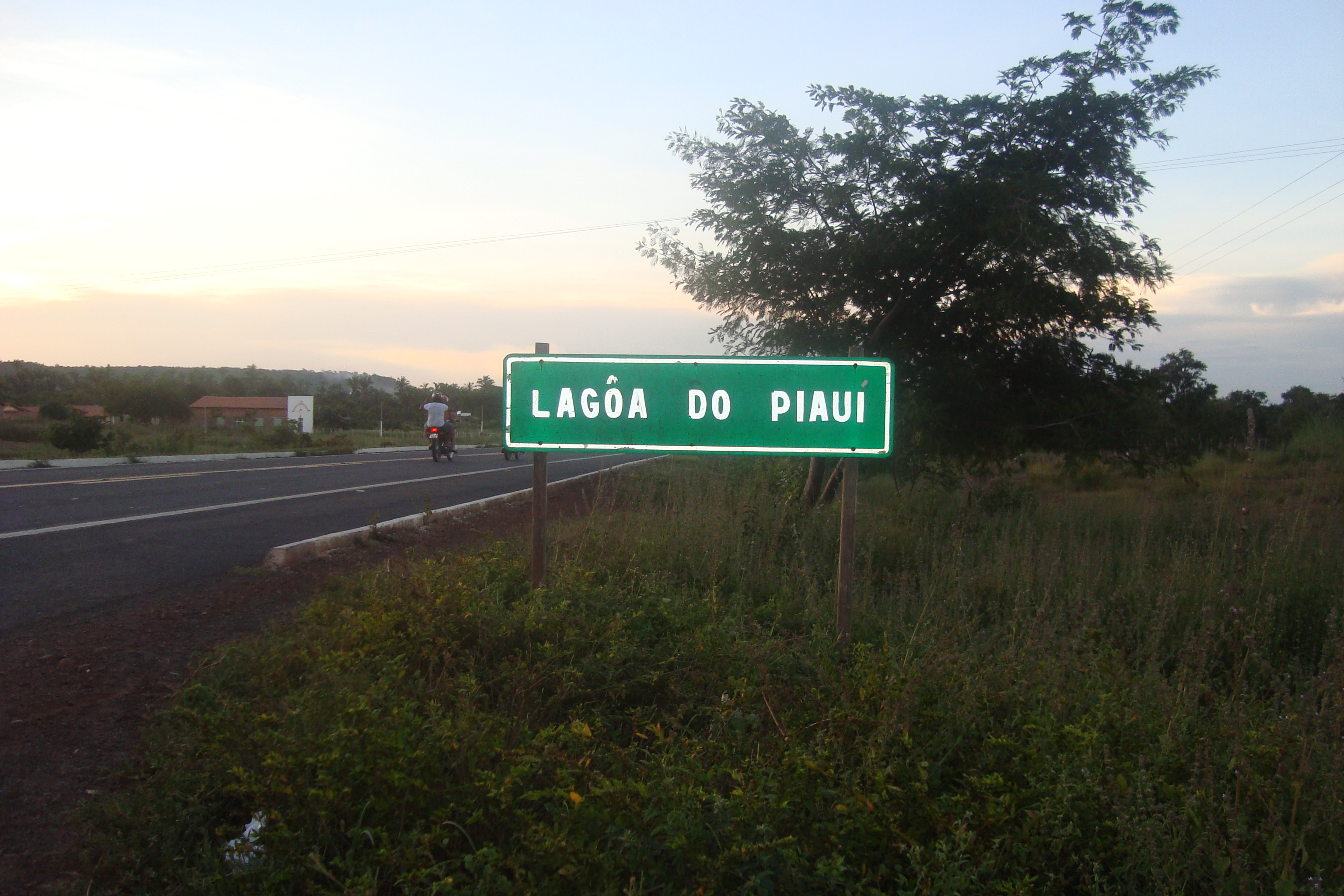
Lagoa do Piauí

Si trova nella microregione di Teresina, avendo come limite i comuni di Demerval Lobão, Beneditinos e Monsenhor Gil.
Per la sua ricchezza di minerali, ci sono diverse aziende della regione nel settore di estrazione, in particolare per la costruzione. È considerato da molti come "città mineraria".
Lagoa do Piauí ha una geografia prevalentemente pianeggiante con alcune colline si sviluppa su alcune aree del comune. La regione è ricca di acque sotterranee e piccoli corsi d'acqua. Il fiume principale che passa attraverso la città è il fiume Poti, che è il confine tra Lagoa do Piauí e Beneditinos.

## Vegetazione
Il comune ha una predominanza della tipica vegetazione del Cerrado, con la presenza della Mata de Cocais, formata da palme come astrocaryum vulgare, carnaúba e buriti. Il paesaggio locale è anche comune trovare grandi campi d'erba.

## Religiosità
La religiosità di lagopienses è, per tradizione, prevalentemente cattolica, ma oggi è possibile trovare un panorama religioso molto diversificato, con la presenza di seguaci di altre manifestazioni religiose, come lo spiritualismo afrobrasiliano(ancora timido con le manifestazioni), le chiese evangeliche (crescenti) di varie denominazioni, tra gli altri.